# Juan Martín Lucero
Juan Martín Lucero (ur. 30 listopada 1991 w Mendozie) – argentyński piłkarz występujący na pozycji napastnika, od 2023 roku zawodnik brazylijskiej Fortalezy.